# Schefflerodendron usambarense
Schefflerodendron usambarense är en ärtväxtart som beskrevs av Hermann August Theodor Harms. Schefflerodendron usambarense ingår i släktet Schefflerodendron och familjen ärtväxter. IUCN kategoriserar arten globalt som livskraftig. Inga underarter finns listade i Catalogue of Life.